# Экстремальная глажка

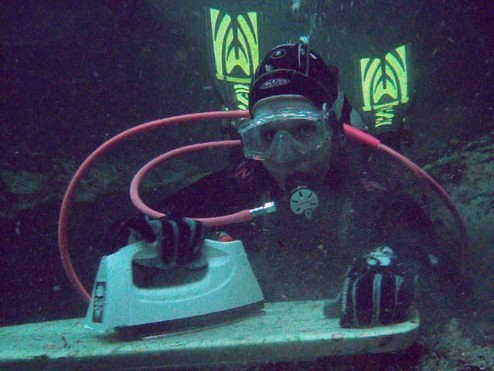
Экстремальная глажка под водой (Флорида, США)

Экстремальная глажка — экстремальный вид спорта, заключающийся в глажке одежды в необычных местах, включая горы и леса. Первый чемпионат мира по экстремальной глажке состоялся в Германии в сентябре 2002 года с участием 12 команд.

## История
Экстремальная глажка была придумана в 1997 году британцем Филом Шоу, жителем города Лидс. Мужчина вернулся домой после тяжелого рабочего дня на городской трикотажной фабрике. У Шоу было много дел по дому, включая глажку. Отдав предпочтение идее вечернего скалолазания, Фил решил объединить эти два вида деятельности в новый экстремальный вид спорта. В июне 1999 года он отправился в международное турне с целью продвижения своих идей. Остановки включали Соединенные Штаты, Фиджи, Новую Зеландию, Австралию и ЮАР.
Встреча с немецкими туристами в Новой Зеландии позже привела к образованию группы под названием «Extreme Illustration International» и Немецкой секции экстремального глажения (нем. GEIS).
В дальнейшем экстремальная глажка получила в мире весьма широкое распространение. В частности, спортсмены, среди прочего, стали соединять глаженье с банджи-джампингом. 
Международное внимание к экстремальной глажке было впервые привлечено в 2003 году, когда на британском телеканале Channel 4 был показан документальный фильм под названием «Экстремальное глажение: стремление к победе», посвященный выступлению команды Великобритании на 1-м чемпионате мира по экстремальному глажению одежды, прошедшем в Германии. Также программа позже вышла в эфир на телеканале National Geographic. 
В 2003 году группа в составе Джона Робертса и Бена Гиббонса из Челтнема, графство Глостершир, а также Кристофера Аллана Джоуси из Ньюкасла (графство Тайн-энд -Уир), выгладила флаг Великобритании чуть выше базового лагеря Эвереста, что является мировым рекордом высоты в этом виде спорта. Заявленная высота глажки составляла 5440 метров (17 850 футов) над уровнем моря. 
Помимо прочего, чемпионами мира по экстремальной глажке 2003 года стали представители сборной ЮАР, выгладившие вещи в горном ущелье. 
В 2004 году Бюро экстремальной глажки — международная федерация, регламентирующая правила данного спорта, с целью привлечения дополнительных инвесторов организовало турне по США, в рамках которого вещи были отглажены на горе Рашмор, в Нью-Йорке, в Бостоне, а также на горе Девилс-Тауэр в Вайоминге. 
В марте 2008 года команда из 72 дайверов установила новый мировой рекорд по количеству людей, одновременно гладивших под водой. 
10 января 2009 года 128 дайверов, включая 6 фридайверов, попытались побить предыдущий мировой рекорд, сумев подтвердить, что 86 дайверов занимались глажкой одежды в течение 10 минут. Мероприятие проходило в Национальном центре дайвинга и активного отдыха (NDAC) недалеко от города Чепстоу, графство Монмутшир (Уэльс), и было организовано членами интернет-форума йоркширских дайверов. В дополнение к установлению мирового рекорда, мероприятие собрало более 15000 фунтов стерлингов для Королевского национального института спасательных шлюпок. 
1 мая 2010 года группа представителей различных дайв-центров в Ки-Ларго, штат Флорида, предприняла попытку установить новый мировой рекорд по экстремальной глажке в рамках празднования Дней Республики Конк во Флорида-Кис. 
28 марта 2011 года нидерландский дайвинг-клуб De Waterman из города Осс установил новый официальный мировой рекорд экстремальной глажки. Группа из 173 дайверов гладила одежду в городском крытом бассейне. Клуб организовал данное мероприятие, чтобы отметить свой 40-летний юбилей.
18 апреля 2011 года известный певец Джейсон Блэр был снят на видео гладящим на автостраде М1 в Лондоне, Великобритания, участок которой был закрыт из-за сильного пожара.
В 2012 году изобретатель экстремальной глажки Фил Шоу заявил о своих планах пробежать полумарафон в Гастингсе в марте того же года с гладильной доской наперевес, по пути отглаживая одежду.
16 июня 2018 года фридайвер Роланд Пикколи погладил футболку на глубине 42 м в самом глубоком (на тот момент) бассейне в мире Y-40 Deep Joy, расположенном в итальянском городе Монтегротто-Терме.

## Основные дисциплины
Экстремальная глажка делится на несколько отдельных дисциплин, а именно:
- Скалистый стиль: дисциплина, практикуемая в высоких горах, на крутых склонах и стенах для скалолазания. Обычно она заключается в преодолении больших перепадов высот с помощью утюга и гладильной доски в безлюдной горной местности.
- Водный стиль объединяет все виды спорта, которые проводятся на воде и под водой. Наиболее распространенным типом таких соревнований является подводное глажение с использованием водолазного снаряжения.
- Городской стиль: глажение в городских условиях, желательно в открытых местах и зданиях.
- Лесной стиль: глажение в лесу, на деревьях, при строгом соблюдении правил охраны окружающей среды и в гармонии с растительностью.
- Синхронное скольжение: командная дисциплина. В этом случае решающее значение имеет координация движений с другими членами группы. Синхронное скольжение можно сочетать со всеми другими дисциплинами.
- Фристайл: под данным термином понимаются все дисциплины, которые нельзя отнести к вышеуказанным категориям (например, аэростатная глажка).
- Воздушный стиль: глажение на сверхлегких самолётах и в бейсджампинге
- Туристический стиль: глажение в туристических местах среди как можно большего количества людей.[16]

## Правила соревнований
Для проведения соревнований по экстремальной глажке используются стандартные утюги. В местах, где нет электроснабжения или наблюдается высокая степень влажности, нагревательная плита нагревается с помощью вспомогательных устройств (в основном газовых плит). Например, для одного из чемпионатов мира был разработан процесс, при котором железо внутри утюга нагревается в результате экзотермической реакции, возникающей вследствие смешивания гигроскопичного химического вещества, спрессованного в гранулы, с водой. Гладильная доска также должна быть доступной по цене, то есть состоять из покрытого гладильного стола и подставки для хранения. Только в исключительных случаях, таких как глажка на сверхлегких самолётах и во время бейсджампинга, из-за высоких скоростей ветра используются укороченные специальные приспособления.

## В популярной культуре
Экстремальная глажка обрела столь большую популярность, что появилась в продолжительной британской мыльной опере «Истендеры». В эпизоде шоу от 2 августа 2004 года содержалась отсылка к тогдашним рекордсменам по высоте глажки братьям Хот Плейт. Героинь сериала Кэт и Зои Слейтер друзья приглашают на вечеринку, куда должны прийти разные знаменитости, включая братьев.
Также экстремальная глажка упоминается в шоу Netflix «Девушка-динозавр Гауко» (1 сезон, 6 серия).